# Ministero della giustizia (Israele)
Il Ministero della giustizia (in ebraico מִשְׂרָד הַמִשְׁפָּטִים‎?, Misrad HaMishpatim) è un dicastero del governo israeliano che supervisiona il sistema giudiziario di Israele.
L'attuale ministro è Yariv Levin, in carica dal 29 dicembre 2022.

## Storia
Fu istituito il 14 maggio 1948 dal governo provvisorio di David Ben Gurion, ed il primo ministro della giustizia fu Pinchas Rosen. L'istituzione servì per sostituire i giudici arabi e britannici e garantire un continuum nelle attività giudiziarie statali. Nello stesso anno fu approvata dal governo la nomina dei primi giudici della corte suprema israeliana.

## Lista dei ministri della giustizia
| Foto              | Ministro                | Partito                                  | Inizio           | Fine              |
| ----------------- | ----------------------- | ---------------------------------------- | ---------------- | ----------------- |
|                   | Pinhas Rosen            | Partito Progressista                     | 14 maggio 1948   | 8 ottobre 1951    |
|                   | Dov Yosef               | Mapai                                    | 8 ottobre 1951   | 25 giugno 1952    |
|                   | Chaim Cohen             | Indipendente                             | 25 giugno 1952   | 24 dicembre 1952  |
|                   | Pinhas Rosen            | Partito Progressista                     | 24 dicembre 1952 | 13 febbraio 1956  |
|                   | David Ben Gurion        | Mapai                                    | 13 febbraio 1956 | 7 gennaio 1958    |
|                   | Pinhas Rosen            | Partito Progressista                     | 7 gennaio 1958   | 2 novembre 1961   |
|                   | Dov Yosef               | Mapai                                    | 2 novembre 1961  | 12 gennaio 1966   |
|                   | Yaakov Shimshon Shapira | Mapai                                    | 12 gennaio 1966  | 1º settembre 1972 |
| 13 settembre 1972 | Yaakov Shimshon Shapira | Mapai                                    | 1º novembre 1973 |                   |
|                   | Chaim Yosef Zadok       | Allineamento                             | 10 marzo 1974    | 20 giugno 1977    |
|                   | Menachem Begin          | Likud                                    | 20 giugno 1977   | 24 ottobre 1977   |
|                   | Shmuel Tamir            | Movimento Democratico per il Cambiamento | 24 ottobre 1977  | 5 agosto 1980     |
|                   | Moshe Nisim             | Likud                                    | 13 agosto 1980   | 16 aprile 1986    |
|                   | Yitzhak Modai           | Likud                                    | 16 aprile 1986   | 23 luglio 1986    |
|                   | Abraham Srier           | Likud                                    | 30 luglio 1986   | 22 dicembre 1988  |
|                   | Dan Meridor             | Likud                                    | 22 dicembre 1988 | 13 luglio 1992    |
|                   | David Libai             | Partito Laburista Israeliano             | 13 luglio 1992   | 8 giugno 1996     |
|                   | Yaakov Neeman           | Indipendente                             | 18 luglio 1996   | 10 agosto 1996    |
|                   | Benjamin Netanyahu      | Likud                                    | 10 agosto 1996   | 4 settembre 1996  |
|                   | Tsahi Hanegby           | Likud                                    | 4 settembre 1996 | 6 luglio 1999     |
|                   | Beilin Yosi             | Un Israele                               | 6 luglio 1999    | 7 marzo 2001      |
|                   | Meir Sheetrit           | Likud                                    | 7 marzo 2001     | 28 febbraio 2003  |
|                   | Yosef Lapid             | Shinui                                   | 28 febbraio 2003 | 4 dicembre 2004   |
|                   | Tzipi Livni             | Likud                                    | 5 dicembre 2004  | 10 gennaio 2005   |
| Likud, Kadima     | Tzipi Livni             | 10 gennaio 2005                          | 4 maggio 2006    |                   |
|                   | Chaim Ramon             | Kadima                                   | 4 maggio 2006    | 22 agosto 2006    |
|                   | Meir Sheetrit           | Kadima                                   | 23 agosto 2006   | 23 novembre 2006  |
|                   | Ehud Olmert             | Kadima                                   | 24 novembre 2006 | 29 novembre 2006  |
|                   | Tzipi Livni             | Kadima                                   | 29 novembre 2006 | 7 febbraio 2007   |
|                   | Daniel Friedmann        | Kadima                                   | 7 febbraio 2007  | 31 marzo 2009     |
|                   | Yaakov Neeman           | Indipendente                             | 31 marzo 2009    | 18 marzo 2013     |
|                   | Tzipi Livni             | HaTnuah                                  | 18 marzo 2013    | 2 dicembre 2014   |
|                   | Ayelet Shaked           | La Casa Ebraica                          | 14 maggio 2015   | 4 giugno 2019     |
|                   | Amir Ohana              | Likud                                    | 6 giugno 2019    | 13 giugno 2021    |
|                   | Gideon Sa'ar            | Nuova Speranza                           | 13 giugno 2021   | 29 dicembre 2022  |
|                   | Yariv Levin             | Likud                                    | 29 dicembre 2022 | in carica         |